# ایگلولیک
ایگلولیک (به انگلیسی: Igloolik) یک شهرک در کانادا است که در نوناووت واقع شده‌است. ایگلولیک ۱۰۳٫۰۱ کیلومتر مربع مساحت و ۱٬۶۸۲ نفر جمعیت دارد و ۵۳ متر بالاتر از سطح دریا واقع شده‌است.